# Mesochorus larentiae
Mesochorus larentiae là một loài tò vò trong họ Ichneumonidae.